# Louis Graveure
Louis Graveure (18 de marzo de 1888 - 27 de abril de 1965) fue un actor y cantante de barítono inglés conocido como "El Hombre Misterioso", también llamado como Wilfrid Douthitt.

## Biografía
Nació el 18 de marzo de 1888 en Londres, Inglaterra, como Wilfrid Douthitt. Louis Graveure estudió canto con Clara Novello Davies (1818–1908) en Inglaterra. En 1915 regresó a los Estados Unidos bajo el nombre de Louis Graveure (Graveure en honor al apellido de soltera de su madre) a Portland, donde interpretó el solo de barítono de Elías de Felix Mendelssohn. Bajo este nombre y con esta pieza, logró el éxito como solicitado cantante de conciertos. Ante la pregunta de la prensa sobre si era la misma persona que Wilfrid Douthitt, simplemente lo negó e inventó una historia de fondo, según la cual él, Louis Graveur, era originario de Bélgica. Debido a la confusión sobre su identidad, la prensa lo tituló como el hombre misterioso. Las episodios sobre el hombre misterioso deben ser evaluados como una estrategia publicitaria temprana y exitosa del siglo XX en su propio beneficio. 
En 1916, se casó con la soprano Eleanor Painter, formada en Berlín. A partir de entonces, Louis Graveure también actuó en Berlín desde principios de la década de 1920, ya que su esposa conocía el ámbito artístico de la ciudad. Eleanor Painter se divorció de Louis en 1930 y luego se casó con un empresario adinerado.
El 5 de febrero de 1928, Graveure dio un concierto en el Town Hall de Nueva York como tenor y cambió de registro vocal.En otro recitales era acompañado por la pianista Alice Marion Shaw. Desde 1931 hasta 1938, Graveure actuó frecuentemente en Alemania, de 1938 a 1940 en Francia y de 1940 a 1947 en Inglaterra. En 1947 regresó a los Estados Unidos. Sin embargo, no pudo repetir sus anteriores éxitos, ya que las actuaciones como tenor cobraron su precio.
En Berlín, Louis Graveure interpretó casi exclusivamente cinco papeles: Fausto de Charles Gounod, Rodolfo de La Bohème, Pagliacci de Ruggero Leoncavallo, Don José de Carmen y Lohengrin de Richard Wagner. Con su cuerpo atlético, su rostro atractivo y sus actuaciones electrizantes, Graveure generó una presencia escénica casi magnética. A partir de las actuaciones en Berlín, se produjeron cuatro películas.

## Durante el régimen Nazi
En 1934 en la segunda película, Ein Walzer für dich (Un vals para ti es un largometraje alemán), actuó junto a Camilla Horn. Cuando Joseph Goebbels en el mismo año convirtió la Ópera Alemana en un brazo del Ministerio del Reich para la Ilustración Pública y Propaganda, elementos de estas películas fueron utilizados con fines de propaganda nazi. En 1938, Louis Graveure fue acusado de espionaje en Alemania. Se refugió en el sur de Francia. En 1940, poco después de la entrada de los nazis en París, intentó salir de Francia para realizar una gira de conciertos hacia los Estados Unidos. Graveure fue desviado a Inglaterra en contra de su voluntad, donde permaneció durante la Segunda Guerra Mundial.
Louis Graveure trabajó como profesor de canto en numerosas escuelas de música. Falleció el 27 de abril de 1965 en San Francisco bajo el nombre de Louis Graveure.

## Películas
- There Is Only One Love (1933)
- Interlanguage link multi (1933)
- Interlanguage link multi (1934)
- Ich sehne mich nach dir (1934)
- The Accusing Song (1936)